# Peridot
Peridot je dragi kamen, ki je v bistvu čist kristal olivina. Znana nahajališča so v lavi na otoku Zabarjad v Rdečem morju, v Arizoni, Severni Karolini, na Havajih, v Nevadi, Novi Mehiki (ZDA), Mjanmaru , Avstraliji, Braziliji, Kitajski, Keniji, Mehiki, Norveški, Pakistanu, Južni Afriki, Šri Lanki ter v Tanzaniji. Visoko kvalitetni olivin kopljejo tudi na poljih lave na vzhodnem delu Savdske Arabije. Najkvalitetnejši kristali naj bi bili tisti iz Pakistana. Večina peridota danes prihaja iz rudnikov, ki se nahajajo v staroselskem rezervatu San Carlos Reservation v Arizoni.